# Aanslag op Charlie Hebdo op 7 januari 2015
De aanslag op Charlie Hebdo was een terroristische islamitische aanslag op 7 januari 2015 op het hoofdkantoor van het satirische weekblad Charlie Hebdo in de rue Nicolas-Appert in het 11e arrondissement van Parijs. De aanslag werd opgeëist door Al Qaida op het Arabisch Schiereiland.

## Verloop van de aanslag
De aanslag werd omstreeks 11.30 uur gepleegd door twee broers, Saïd en Chérif Kouachi. Ze waren gemaskerd en uitgerust met kogelwerende vesten en kalasjnikovs. Het tweetal probeerde eerst binnen te vallen op huisnummer 6, waar de archieven van Charlie Hebdo gevestigd zijn. Toen duidelijk was dat ze zich vergist hadden, gingen ze naar nummer 10, het redactieadres. Ze bedreigden de tekenares Corinne Rey (in het blad tekenend onder de naam Coco), die net met haar dochter op het adres aankwam. Onder schot gehouden door de aanvallers voerde Rey de geheime code van de verstevigde toegangsdeur in. Bij de receptie waren twee mannen aanwezig, die onmiddellijk onder vuur werden genomen. Een van hen, een onderhoudsmedewerker, bezweek aan zijn verwondingen. Vervolgens gingen de aanvallers naar de tweede verdieping, waar op dat moment de wekelijkse redactievergadering aan de gang was, de enige gelegenheid waar alle redacteuren bijeen waren. De aanvallers beschoten daarop met snelvuur de aanwezigen in de vergaderzaal. Hierbij kwamen tien personen om het leven: acht journalisten, een bezoeker en een aanwezige politieagent, die daar was ter bescherming van hoofdredacteur Stéphane Charbonnier. Deze had, na eerdere bedreigingen, persoonlijke beveiliging door het korps bescherming personen van de Franse staat toegewezen gekregen. Volgens Rey spraken de daders vloeiend Frans en beweerden ze van Al Qaida te zijn. Getuigen hoorden ze "Allahoe akbar" ("God is de grootste") roepen.
Na deze beschieting vluchtten de daders naar buiten en beschoten daar de inmiddels toegesnelde politie. Een agent te fiets werd neergeschoten. Toen hij weerloos op straat lag, beschoot een van de aanvallers hem van dichtbij en miste nog maar net zijn hoofd. De agent stierf ter plekke. Dit bracht het aantal dodelijke slachtoffers op twaalf.
De daders vluchtten vervolgens met een zwarte Citroën C3, die nog geen kilometer verder werd achtergelaten, op de hoek van de Rue de Meaux en de Avenue Sécretan in het 19e arrondissement. Hier beroofden ze een automobilist gewelddadig van zijn auto waarna ze in de richting van Pantin vluchtten. In heel Île-de-France werd vervolgens de hoogste alarmfase van kracht. De daders vluchtten verder naar de toenmalige regio Picardië, waar ze zich in de buurt van het Fôret de Retz verscholen. Op 9 januari begonnen de daders een gijzeling in een drukkerij in Dammartin-en-Goële, waar ze bij een politiebestorming laat in de middag werden doodgeschoten.
De daders waren de Frans-Algerijnse gebroeders Chérif Kouachi (32 jaar) en Saïd Kouachi (34 jaar), beiden geboren in Parijs. Het was de dodelijkste aanslag tot dan toe in Frankrijk sinds de Algerijnse Oorlog.
In december 2018 werd het vermoedelijke brein achter de aanslag, Peter Chérif, ook wel bekend onder de naam Abu Hamza, gearresteerd in Djibouti en uitgeleverd aan Frankrijk. Volgens de Franse minister van Defensie Jean-Yves Le Drian speelde hij een "belangrijke organiserende rol" bij de aanslag. Hij was een goede vriend van de broers Saïd en Chérif Kouachi, en ontsnapte in 2011 uit een Franse gevangenis, waarna hij naar Jemen vluchtte. Daar sloot hij zich aan bij Al Qaida.

## Slachtoffers

### Doden
- Frédéric Boisseau, 42 jaar, onderhoudsmedewerker
- Franck Brinsolaro, 49 jaar, politieman en lijfwacht van Charb
- Cabu (Jean Cabut), 76 jaar, cartoonist
- Elsa Cayat, 54 jaar, psychiater en columnist
- Charb (Stéphane Charbonnier), 47 jaar, hoofdredacteur en cartoonist van Charlie Hebdo
- Philippe Honoré, 73 jaar, cartoonist
- Bernard Maris, 68 jaar, econoom, redacteur en columnist
- Ahmed Merabet, 42 jaar, politieman
- Moustapha Ourrad, 60 jaar,[8] corrector
- Michel Renaud, 69 jaar, gastcolumnist
- Tignous (Bernard Verlhac), 57 jaar, cartoonist
- Georges Wolinski, 80 jaar, cartoonist

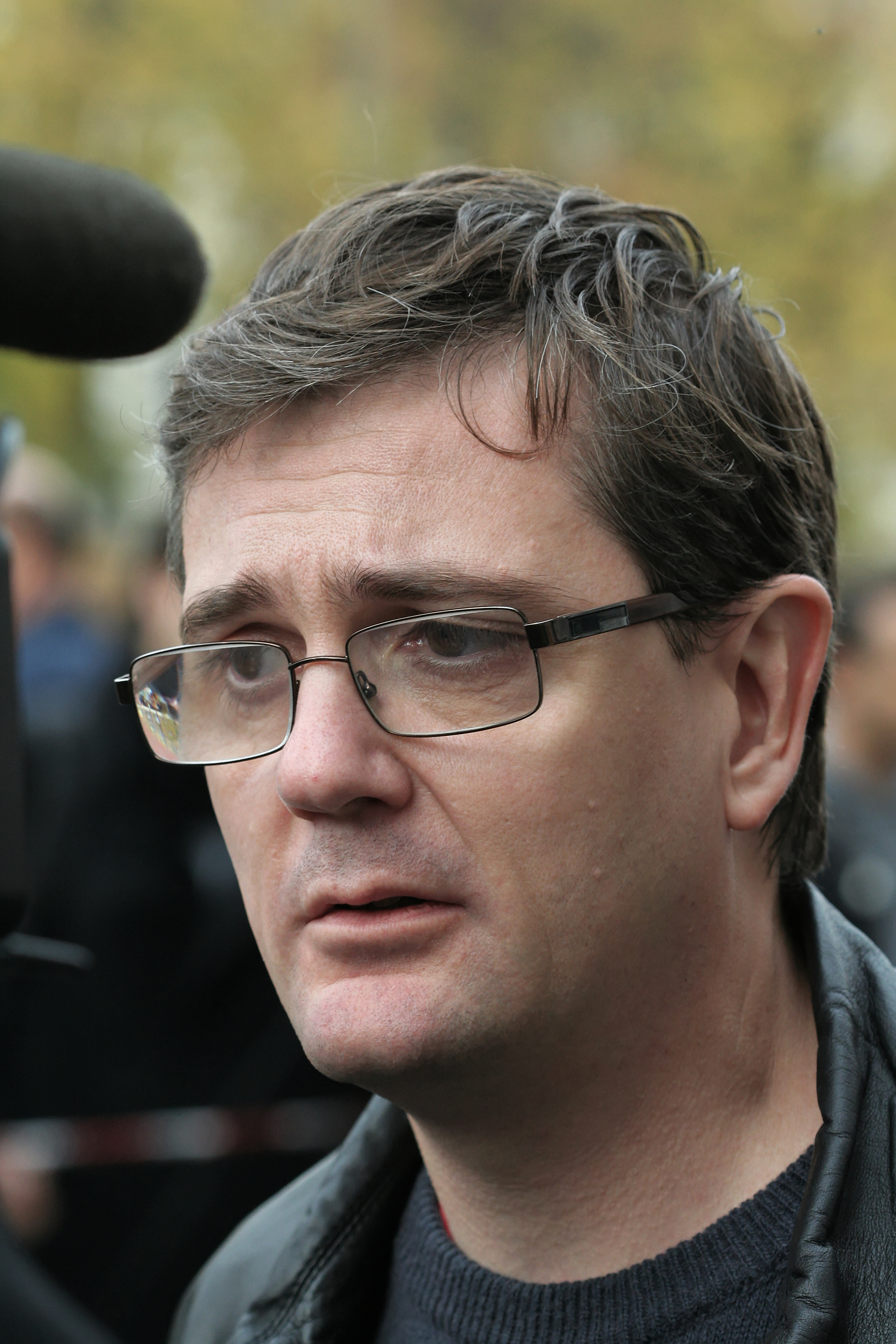
Hoofdredacteur en cartoonist Charb (Stéphane Charbonnier)
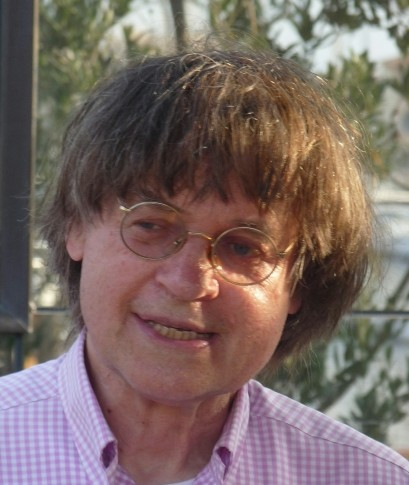
Cartoonist Cabu (Jean Cabut)
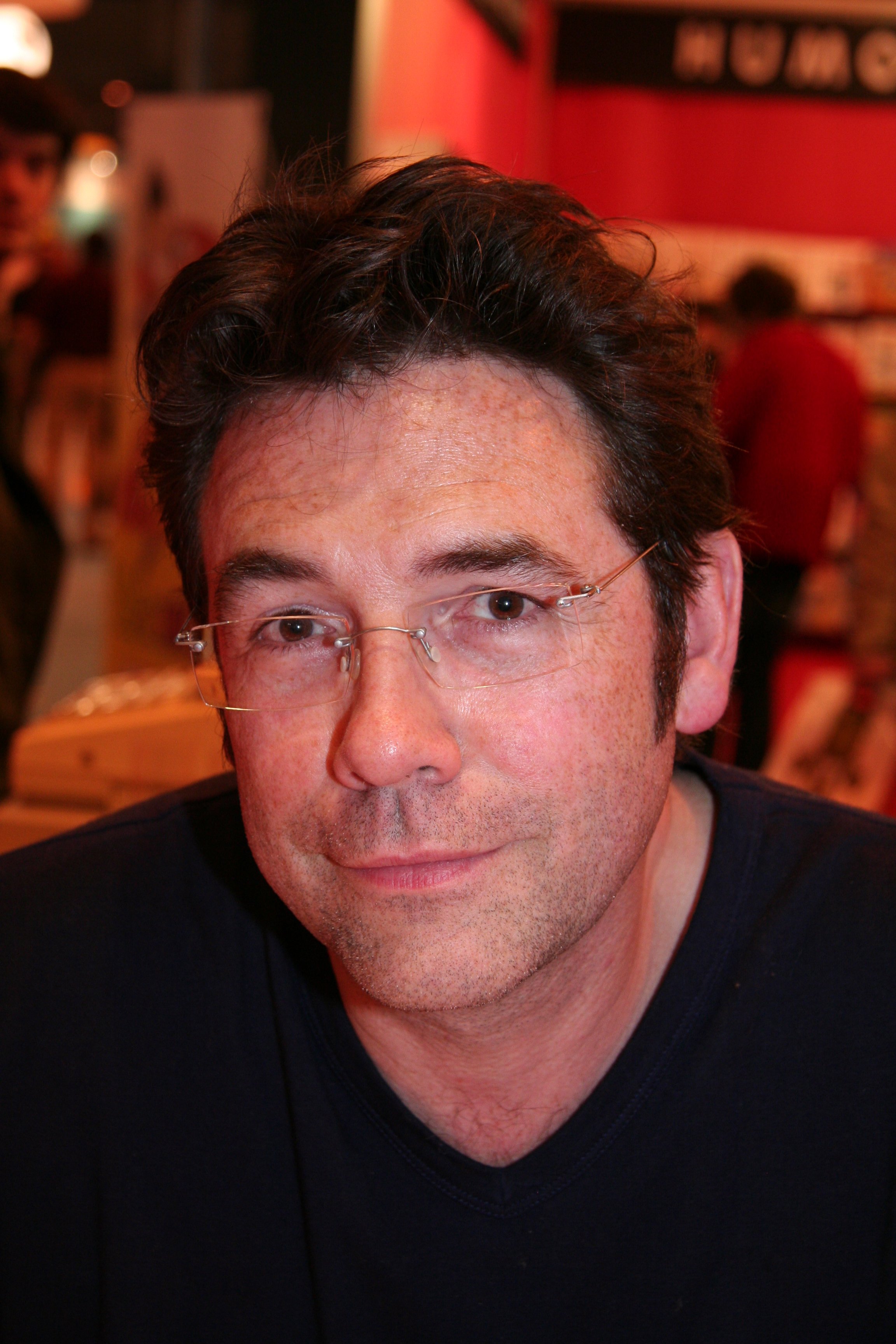
Cartoonist Tignous (Bernard Verlhac)
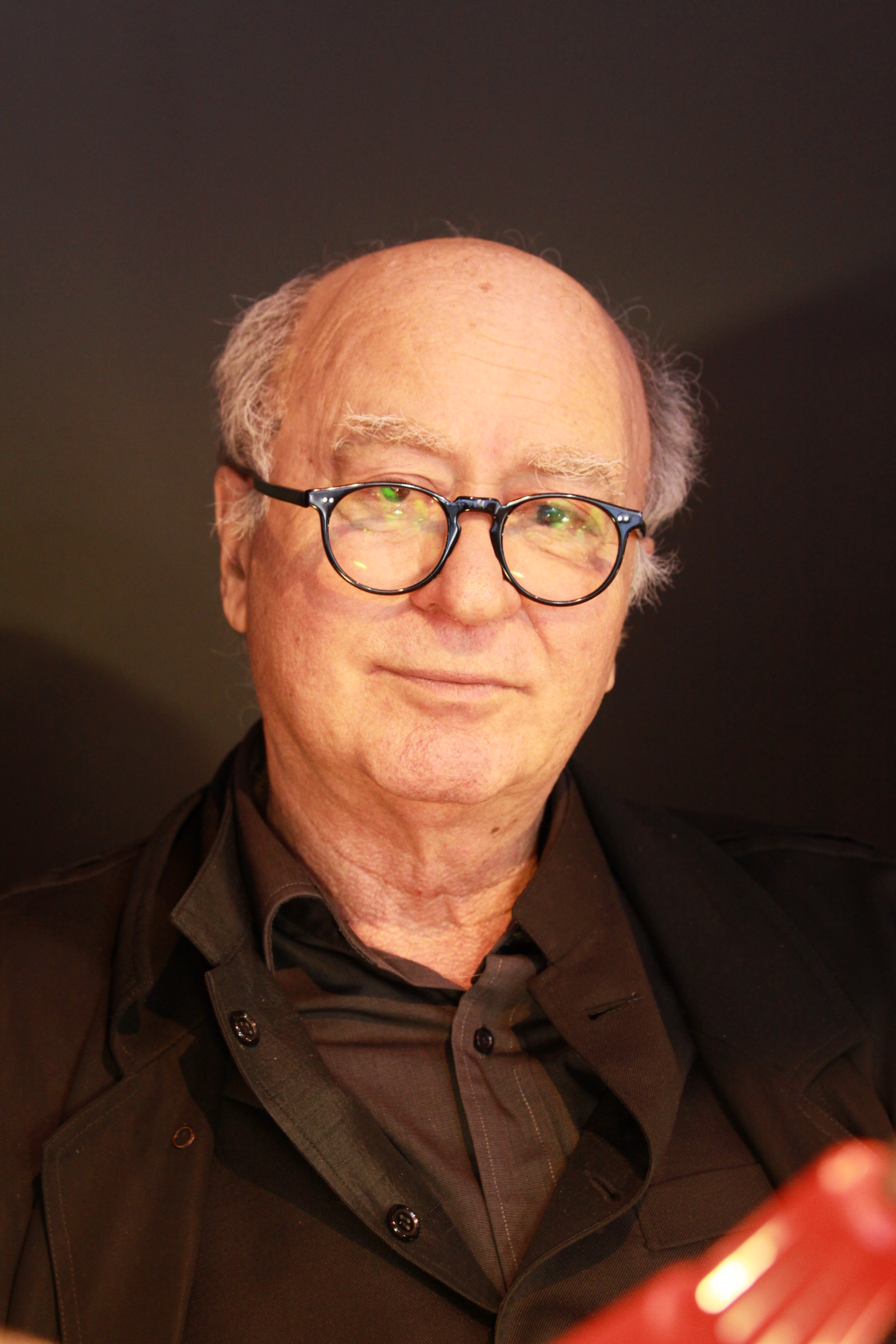
Cartoonist Georges Wolinski
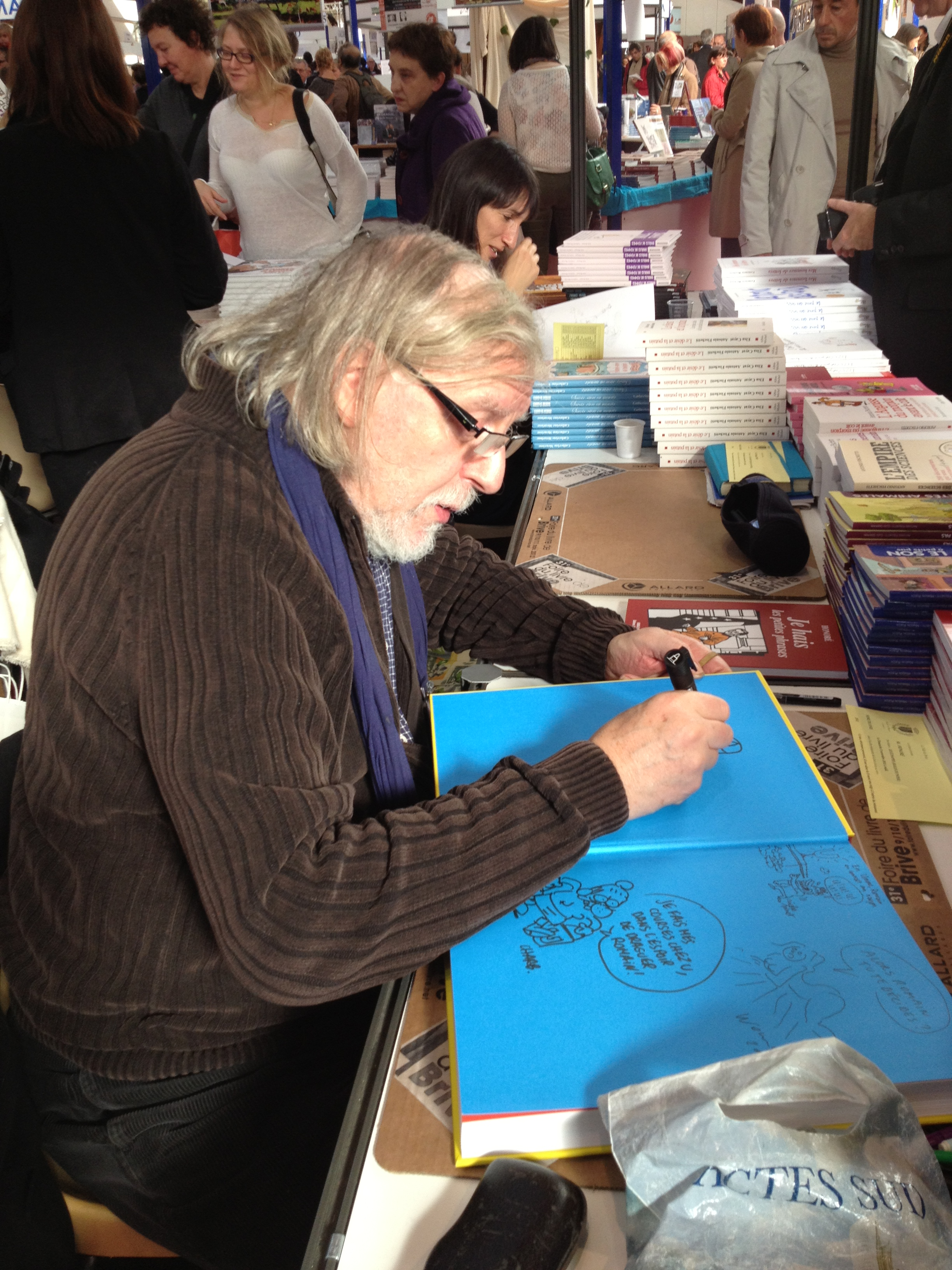
Cartoonist Honoré

### Gewonden
- Simon Fieschi, 31, webmaster, gewond in de schouder.[9]
- Philippe Lançon, 51, journalist, gewond in het gezicht en na de aanslag in kritieke toestand.
- Fabrice Nicolino, 59, journalist, in zijn been geschoten.
- Laurent Sourisseau, 48, cartoonist, in zijn schouder geschoten.
- Niet bij naam bekende politiemensen.

Philippe Lançon schreef het boek De flard over de aanslag en de gevolgen daarvan voor zijn verdere leven.
Drie personen die ook bij de redactiebijeenkomst waren, bleven ongedeerd: Gérard Gaillard, als gast aanwezig, en twee personeelsleden, Laurent Léger en Sigolène Vinson. Léger overleefde de aanslag door zich onder een tafel te verstoppen. Cartooniste Coco, die te laat kwam en die gedwongen werd om de terroristen binnen te laten, bleef eveneens ongedeerd, alsook haar dochter.

## Gelieerde gebeurtenissen
Op de dag van de aanslag verscheen in Frankrijk Michel Houellebecqs Soumission ("Onderworpen"), een toekomstroman over een geïslamiseerd Frankrijk in het jaar 2022. De op dezelfde dag verschenen editie van Charlie Hebdo toonde op de omslag een karikatuur van Houellebecq. Volgens zijn agent was Houellebecq zeer aangeslagen na de aanval, waarbij onder anderen zijn goede vriend Bernard Maris om het leven kwam. Voor sommigen kreeg de roman door deze toevallige samenloop van omstandigheden een profetische lading.
Een dag later, op 8 januari 2015, werd in het zuiden van Parijs een politieagente doodgeschoten. Later bleek dat de verdachte, Amedy Coulibaly, de daders van de aanslag op Charlie Hebdo kende. Op 9 januari gijzelde Coulibaly de aanwezigen in een koosjere supermarkt in de buurt van Porte de Vincennes in het oosten van Parijs. Met zijn actie eiste hij een vrijgeleide voor de twee broers en wees hij op de aanvallen tegen Islamitische Staat. Hierbij schoot hij vier van de aanwezigen in de supermarkt dood: Yohan Cohen, Yoav Hattab, Philippe Braham en François-Michel Saada. Daarnaast nam hij 17 anderen in gijzeling. Later werd Coulibaly bij de bestorming van de supermarkt zelf doodgeschoten door de politie. Een vermeende medeplichtige, Hayat Boumeddiene, was voortvluchtig en zou in Syrië zijn. Boumeddiene kon Turkije binnenkomen omdat zij enkele dagen voor de aanslag naar Istanbul vloog. Daar verbleef ze in hetzelfde hotel als de Tsjetsjeense zelfmoordterroriste die zich een dag voor de aanslag op Charlie Hebdo bij een politiepost in het toeristische centrum Sultanahmet opblies. Bij deze aanslag van IS kwam een jonge agent uit Trabzon om het leven.
In totaal kwamen er bij vier incidenten in drie dagen 20 personen om het leven, onder wie drie gijzelnemers.

## Nasleep

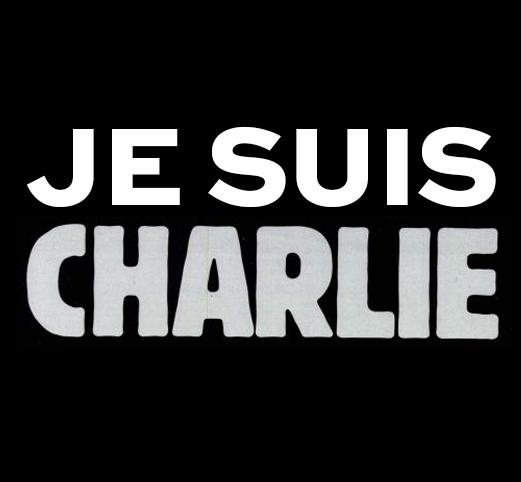
'Je suis Charlie', tekst als steunbetuiging voor de vrijheid van meningsuiting en vrije pers

De burgemeester van Parijs, Anne Hidalgo, riep op tot een stille tocht op 8 januari door Parijs. Verschillende andere Franse steden volgden het voorbeeld van Parijs, maar een dag eerder waren er reeds spontane bijeenkomsten in diverse steden. De voorzitter van de Franse moslimraad veroordeelde de aanslag, die hij een 'ongekende oorlogsverklaring' noemde. Direct na de aanslag verzamelden mensen zich in steden in Frankrijk en daarbuiten om hun ongenoegen over de aanslag te uiten. In een toespraak riep president Hollande donderdag, de dag na de aanslag, uit tot dag van nationale rouw.

### Je suis Charlie
Kort na de aanslag dook wereldwijd de leus 'Je suis Charlie' op, als steunbetuiging aan de vrijheid van meningsuiting en aan de slachtoffers van de aanslag. De spreuk was bedacht door de artistiek directeur van de Franstalige editie van het gratis damesweekblad Stylist, Joachim Roncin. Ook diverse varianten doken op, zoals Je suis Juif, Je suis Ahmed, Nous sommes Charlie en France est Charlie ("Ik ben joods", "Ik ben Ahmed", "Wij zijn Charlie" en "Frankrijk is Charlie"). In de media ontstond ook een stroom aan op de leus gebaseerde cartoons. Bij de vele manifestaties was de leus ook veelvuldig en in allerhande varianten te zien.
Ook de hashtag #JeSuisKouachi werd een trending topic. Deze hashtag werd veelvuldig gebruikt door sympathisanten van de broers Kouachi.

### Mars voor de republiek

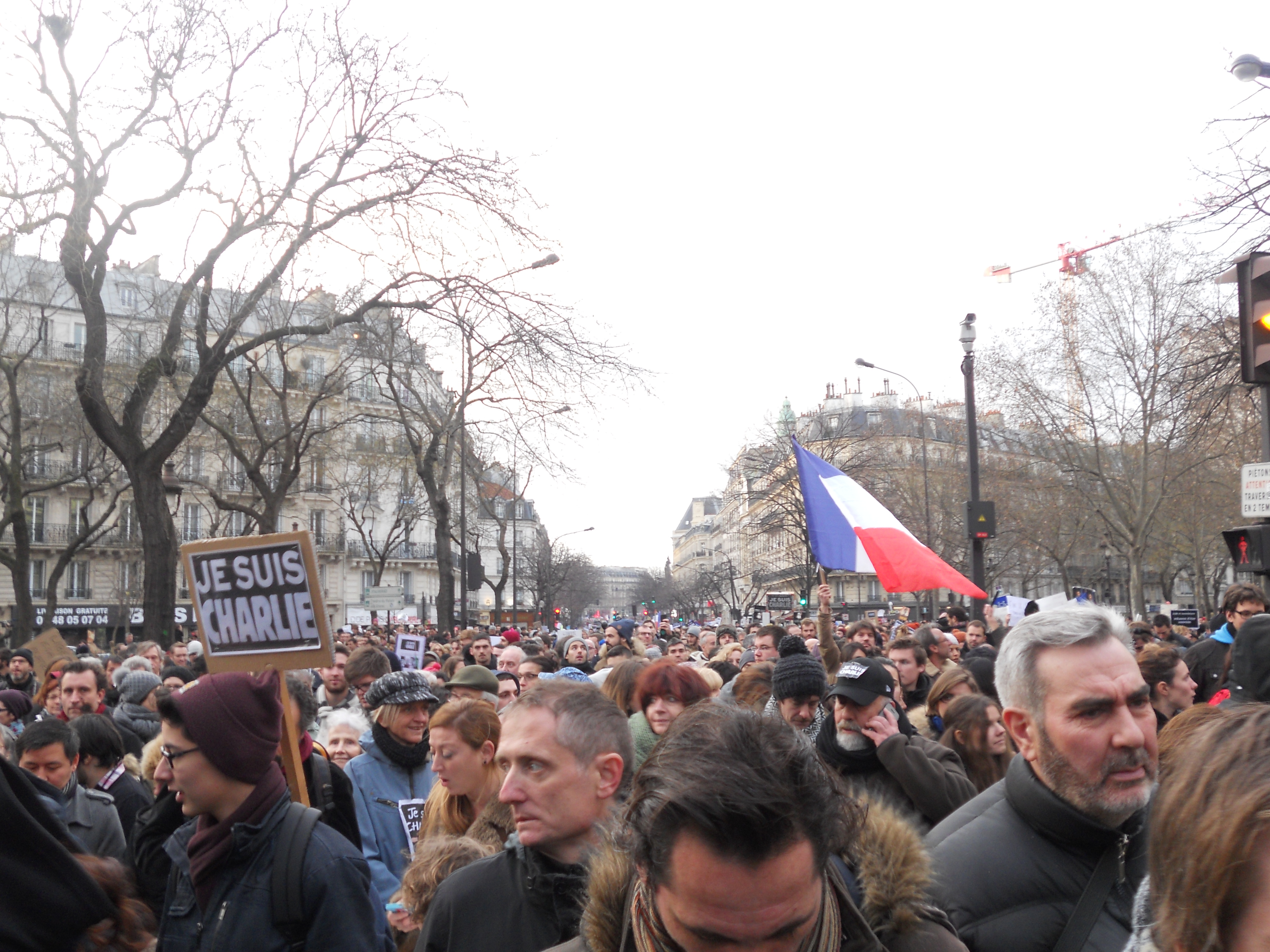
Foto gemaakt tijdens de manifestatie van 11 januari 2015

Op 11 januari vond in de Franse hoofdstad de 'Mars voor de republiek' plaats, waaraan naar schatting van de politie twee miljoen mensen meededen. De tocht begon op de Place de la République en eindigde op de Place de la Nation. Tientallen nationale en internationale leiders waren aanwezig, onder wie de Duitse bondskanselier Angela Merkel, de Britse premier David Cameron, de Israëlische premier Benjamin Netanyahu, de Palestijnse president Mahmoud Abbas, de Nederlandse premier Mark Rutte en de Belgische premier Charles Michel. Ook in vele andere steden in Frankrijk en daarbuiten waren op 11 januari manifestaties. In totaal zouden volgens een Franse regeringsfunctionaris alleen in Frankrijk al ongeveer 3,7 miljoen mensen de straat op zijn gegaan. Het dagblad Le Monde noemde zelfs een aantal van meer dan 4 miljoen demonstranten. De dag ervoor gingen in Frankrijk reeds 700.000 mensen de straat op. De manifestatie van 11 januari 2015 werd door haar massaliteit de grootste uit de Franse geschiedenis.

### Herdenkingsbijeenkomst in synagoge
In de hoofdsynagoge van Parijs werd op 11 januari 2015 aansluitend op de 'Mars voor de republiek' een herdenkingsbijeenkomst georganiseerd. Daar was naast de Franse president Hollande ook de Israëlische premier Netanyahu aanwezig. De vier slachtoffers in de supermarkt waren allen joods en werden in Israël begraven.

### Eerste nummer na de aanslag
Van het eerste nummer van Charlie Hebdo na de aanslag werden zeven miljoen exemplaren gedrukt in plaats van de gebruikelijke zeventigduizend. De editie werd uitgebracht in zes talen. De voorpagina bevatte een cartoon van Mohammed met een traan onder zijn linkeroog en een bordje in zijn handen waarop stond 'Je suis Charlie' ("Ik ben Charlie"). Boven de illustratie stond de tekst Tout est pardonné ("Alles is vergeven"), zónder tekstballon. De uitgave leidde tot demonstraties en rellen in moslimlanden. In Niger vielen daarbij tien doden en werden 45 kerken in brand gestoken. De organisatie World Watch Monitor sprak van meer dan 70 verwoeste kerken en verder dat er circa 30 huizen van (veronderstelde) christenen in brand waren gestoken. De Turkse krant Cumhuriyet werd vervolgd na plaatsing van cartoons van Charlie Hebdo. Shawqi Allam, een van de belangrijkste moslimgeestelijken in Egypte, veroordeelde zowel de cartoons als de aanslag.